# San Isidro, Las Margaritas
San Isidro är en ort i Mexiko.   Den ligger i kommunen Las Margaritas och delstaten Chiapas, i den sydöstra delen av landet, 900 km öster om huvudstaden Mexico City. San Isidro ligger 1 111 meter över havet och antalet invånare är 711.
Terrängen runt San Isidro är huvudsakligen kuperad, men norrut är den bergig. Runt San Isidro är det ganska glesbefolkat, med 30 invånare per kvadratkilometer. Närmaste större samhälle är San Isidro el Zapotal, 19,3 km söder om San Isidro. I omgivningarna runt San Isidro växer i huvudsak städsegrön lövskog.